# The Chieftains 9: Boil the Breakfast Early
Albums de The Chieftains
The Chieftains 8
(1978) The Chieftains 10 : Cotton-Eyed Joe
(1981)
The Chieftains 9: Boil the Breakfast Early est le neuvième album du groupe de musique irlandaise The Chieftains sorti en 1979.  

## Pistes
| 1.    | Boil the Brakfast Early      | 3:51 |
| 2.    | Mrs. Judge                   | 3:42 |
| 3.    | March From Oscar And Malvina | 4:11 |
| 4.    | When A Man's In Love         | 3:35 |
| 5.    | Bealach An Doirin            | 3:46 |
| 6.    | Ag Taisteal Na Blarnan       | 3:21 |
| 7.    | Carolan's Welcom             | 2:55 |
| 8.    | Up Against the Buachalawns   | 4:00 |
| 9.    | Gol Na Mban San Ar           | 4:20 |
| 10.   | Chase Around the Windmil     | 5:00 |
| 39:14 |                              |      |